# Наркотичний туризм
Наркотуризм (наркотичний туризм, туризм залежностей) — різновид туризму, головною метою якого є відвідування країн, пов'язаних з наркоіндустрією.
Після Нідерландів, Чехія стала одним з головних напрямків наркотуризму, адже в цій країні також легалізували вживання і зберігання наркотичних речовин: турист зможе спокійно перетнути кордон, маючи при собі до 1 грама кокаїну, до 1,5 грамів героїну, до 2 грамів амфетаміну, до 4 таблеток екстазі та не більше 15 грамів марихуани. Наркотики в Чехії також дозволено вирощувати в домашніх умовах (за законом — до п'яти кущів конопель і до 40 галюциногенних грибів). Експерти із туріндустрії вже дали прогноз, що потік туристів до Чехії різко збільшиться, попри те, що продаж наркотиків у цій країні, як і раніше, заборонено.
Ще один цікавий напрям наркотуризму — Таджикистан, Колумбія та Мексика. За результатами досліджень, туркомпанії дійшли висновку, що людей, готових викладати значні суми за гострі відчуття (або їх ілюзії) далеко від рідного дому, не так уже й мало. Тисячі туристів хочуть побачити місця, де проходять збройні сутички наркокартелів Мексики та США, Колумбії та Венесуели, чи Афганістану та Росії, а якщо пощастить, то й стати їх свідками.
Рекреаційний наркотуризм — це подорожі з метою отримання або використання наркотиків для рекреаційного використання, які недоступні, незаконні або дуже дорогі в країні проживання. 

## Правила та застереження в накротуризмі
Наркотурист може перетнути національний кордон, щоб придбати наркотик, який не продається в його рідній країні, або отримати незаконний наркотик, який є більш доступним у відвіданому пункті призначення. Наркотурист також може перетнути субнаціональний кордон (з однієї провінції, округу чи штату в інший), щоб зробити те саме, що й у каннабісному туризмі, або придбати алкоголь чи тютюн легше чи за нижчою ціною через податкове законодавство чи інші нормативні акти.
Емпіричні дослідження показують, що наркотуризм неоднорідний і може включати або гонитву за задоволенням і ескапізм, або пошук глибоких і нових вражень через споживання наркотиків.
Наркотуризм має багато юридичних наслідків, і особи, які беруть участь у ньому, іноді ризикують бути притягненими до відповідальності за контрабанду наркотиків або інші звинувачення, пов’язані з наркотиками, у своїй юрисдикції або в юрисдикції, яку вони відвідують, особливо якщо вони привозять свої покупки додому, а не вживають їх за кордоном. Поїздка з метою купівлі або вживання наркотиків сама по собі є кримінальним злочином у деяких юрисдикціях.

## Наркотуризм за країною/регіоном

### Індія
Малана, Індія, відома своїм виробництвом індійського гашишу або так званого крему Малана, що приваблює іноземних туристів. Індійські аптеки також продають багато генеричних препаратів за цінами, значно нижчими, ніж у США.

### Африка
У деяких місцях на півночі Марокко, таких як Шауен, каннабіс висаджують для виробництва гашишу. Існує велика привабливість для деяких європейських та американських споживачів через його низьку ціну.

### Європа
У Європі Нідерланди, а особливо столиця Нідерландів Амстердам, є популярним місцем для наркотуристів через ліберальне ставлення голландців до вживання та зберігання канабісу. Наркотуризм процвітає, оскільки законодавство, що контролює продаж, зберігання та вживання наркотиків, значно відрізняється від однієї юрисдикції до іншої.
Тривожний дзвінок в Амстердамі стався після того, як 3 туристи померли після прийому білого героїну, який продавали як кокаїн
У травні 2011 року уряд Нідерландів оголосив, що туристам буде заборонено відвідувати голландські кав’ярні, починаючи з південних провінцій наприкінці 2011 року, а в решті країни — до 2012 року, хоча це ніколи не було введено в дію. Закон і, таким чином, "наркокафе" в Нідерландах продовжують залишатися відкритими для туристів з травня 2016 року. 